# Ludmiła Ijewlewa
Ludmiła Grigorjewna Ijewlewa (ros. Людмила Григорьевна Иевлева, gruz. ლიუდმილა•იევლევა, ur. 4 kwietnia 1941 w Drohobyczu) – radziecka lekkoatletka, płotkarka.
Urodziła się na Ukrainie, ale mieszkała w Tbilisi i na zawodach radzieckich reprezentowała Gruzińską SRR.
Zajęła 4. miejsce w 50 metrów przez płotki na europejskich igrzyskach halowych w 1967 w Pradze. Zajęła 4. miejsce w biegu na 80 metrów przez płotki w finale Pucharu Europy w 1967 w Kijowie.
Zdobyła brązowy medal w biegu na 50 metrów przez płotki na europejskich igrzyskach halowych w 1968 w Madrycie za reprezentantkami NRD Karin Balzer i Bärbel Weidlich. Odpadła w eliminacjach biegu na 80 metrów przez płotki na igrzyskach olimpijskich w 1968 w Meksyku. Na halowych mistrzostwach Europy w 1971 w Sofii odpadła w półfinale biegu na 60 metrów przez płotki.
Ijewlewa była mistrzynią ZSRR w biegu na 80 metrów przez płotki w 1967. W hali była mistrzynią ZSRR w biegu na 50 metrów przez płotki w 1967 i w biegu na 60 metrów przez płotki w 1971.
Rekordy życiowe Ijewlewej:
- bieg na 80 metrów przez płotki – 10,5 s (16 czerwca 1968, Ryga)
- skok w dal – 6,25 m (26 lipca 1960, Charków)
- pięciobój – 4630 pkt (30 kwietnia 1967, Tbilisi)